# Сінді Бруна
Сінді Бруна (фр. Cindy Bruna; нар. 27 вересня 1994, Сен-Рафаель) — французька топ-модель. Амбасадорка організації Solidarité Femmes, яка допомагає жінкам, постраждалим від домашнього насильства.

## Біографія
Народилася в 1994 році на півдні Франції в містечку Сен-Рафаель від батька-італійця Стефано Бруна та матері з Конго Елеоноре. У неї є старша сестра Крісті. 
У 16 років її помітив Домінік Саврі, агент Metropolitan Management, який запропонував їй поїхати в Париж на фотосесію. Бруна вагалася, бо хотіла стати дипломованою бухгалтеркою, а мати не хотіла, щоб вона пропускала школу. Зрештою вона прийняла пропозицію і вивчила основи моделінгу.
Під час навчання в університеті підписала контракт з паризьким агентством Metropolitan. На міжнародному подіумі дебютувала в 2011 році на тижні високої моди в Нью-Йорку.
Брала участь у показах Alexander McQueen, Anna Sui, Balmain, Bottega Veneta, Calvin Klein, Chanel, Donna Karan, Giorgio Armani, Givenchy, Jean Paul Gaultier, Ralph Lauren, Stella McCartney та інших.
У 2013, 2014, 2015 роках була запрошена на Victoria's Secret Fashion Show.
Сінді Бруна була включена до списку Forbes. Була названа Money Girl на сайті models.com.
У квітні 2020 року L'Oreal визнав Сінді Бруна міжнародною представницею бренду.